# 祁门路
祁门路，是中国安徽省合肥市的一条东西向干道，得名自黄山市祁门县，西起徽毫路，东至巢湖南路正接广德路，全长13.8公里。祁门路经过翡翠路、怀宁路、潜山路、金寨路、宿松路、桐城南路、徽州大道、庐州大道、包河大道、北京路、上海路、南淝河路等道路。沿路有合肥市第八中学、安徽省商务厅、合肥市中心图书馆、安徽省广播电视台、天鹅湖公园、绿轴公园、安徽省人民检察院、合肥市西递中学、望湖公园、安徽电气工程职业技术学院、安徽建工技师学院、安徽工业经济职业技术学院等。

## 轨道交通
█ 4号线：图书馆⇄天鹅湖⇄天鹅湖东⇄姚公庙⇄南屏路⇄薛河